# Lẩn khuất một tên người
Lẩn khuất một tên người là một bộ phim truyền hình được thực hiện bởi Hãng phim Truyền hình Thành phố Hồ Chí Minh, Đài Truyền hình Thành phố Hồ Chí Minh do Vũ Thái Hòa làm đạo diễn. Phim được chuyển thể từ tiểu thuyết cùng tên của Trần Thị Bảo Châu. Phim phát sóng vào lúc 22h00 từ thứ 2, 3, 4 hàng tuần bắt đầu từ ngày 3 tháng 7 năm 2017 và kết thúc vào ngày 25 tháng 9 năm 2017 trên kênh HTV9.

## Nội dung
Lẩn khuất một tên người xoay quanh uẩn khuất được giấu kín trong ngôi biệt thự Liễu Mai với những mối quan hệ phức tạp của gia đình bà Tư Mai. Di (Xuân Văn) là một cô gái xinh đẹp, hiền lành, cô bị người em họ vu oan phải ngồi tù, sau khi hết hạn, Di xin vào làm người giúp việc chăm sóc cho bà Tư Mai (Thanh Vy). Tại đây, Di đã gặp nhiều hiện tượng bí ẩn khó giải thích mà những hiện tượng đó đều liên quan tới người đã chết tên là Út Lan. Tùng (Huỳnh Trường Thịnh) là con riêng của ông Thông (Huỳnh Anh Tuấn) – con trai duy nhất của bà Mai. Sau khi mẹ qua đời, Tùng được ông Thông đưa về sống ở biệt thự Liễu Mai. Vì vậy, anh trở thành cái gai trong mắt mọi người, trong đó có bà Linh (Kim Tính) – vợ của ông Thông. Qua những tìm hiểu từ Ba Mão (Hoàng Nhân) – tài xế của gia đình, Di và Tùng dần biết được bí mật liên quan đến cái chết của Út Lan…

## Diễn viên
- Xuân Văn trong vai Thiên Di[5]
- Kim Cương trong vai Thùy
- Thanh Vy trong vai Bà Tư Mai
- Huỳnh Trường Thịnh trong vai Tùng
- Thanh Thức trong vai Dương
- Đình Hiếu trong vai Năm Nhật
- Đinh Mạnh Phúc trong vai Sáu Thái
- Annie Huỳnh Anh trong vai Hoa sói

Cùng một số diễn viên khác....

## Ca khúc trong phim
Bài hát trong phim là ca khúc "Khóc một mình" do Tuyên Đức sáng tác và Giang Hồng Ngọc trình bày.

## Giải thưởng
| Năm  | Giải thưởng                                | Hạng mục                    | (Người) đề cử | Kết quả   | Tham khảo |
| ---- | ------------------------------------------ | --------------------------- | ------------- | --------- | --------- |
| 2017 | Giải Cánh diều                             | Nữ diễn viên chính xuất sắc | Xuân Văn      | Đoạt giải | [ 6 ]     |
| 2017 | Giải Cánh diều                             | Phim truyện truyền hình     | —             | Bằng khen | [ 7 ]     |
| 2017 | Liên hoan Truyền hình Toàn quốc lần thứ 37 | Phim truyền hình            | —             | Giải Bạc  | [ 8 ]     |